# Birch (Fahrzeughersteller)
Birch war ein US-amerikanischer Hersteller von Fahrzeugen.

## Unternehmensgeschichte
James H. Birch gründete 1862 das Unternehmen in Burlington in New Jersey zur Kutschenherstellung. 1899 fertigte er auch einige Automobile. Der Markenname lautete Birch. Die Zeitung Motor Vehicle Review berichtete darüber. Es ist nicht bekannt, wann das Unternehmen aufgelöst wurde.
Es gab keine Verbindung zu Birch Motor Cars, die den gleichen Markennamen verwendeten.